# Dieffenbachia meleagris
Dieffenbachia meleagris är en kallaväxtart som beskrevs av Lucien Linden och Émile Rodigas. Dieffenbachia meleagris ingår i släktet prickbladssläktet, och familjen kallaväxter. Inga underarter finns listade.